# Shinji Nakamoto
Shinji Nakamoto (jap. 中本 新二, Nakamoto Shinji; * 8. Juli 1945 in der Präfektur Hyōgo) ist ein japanischer Bogenschütze.
Nakamoto nahm an den Olympischen Spielen 1972 in München teil und beendete den Wettkampf im Bogenschießen auf Rang 38.